# DR-Baureihe 86
Die Baureihe 86 war eine Einheits-Güterzugtenderlokomotive der Deutschen Reichsbahn. Sie war für den Einsatz auf den Nebenstrecken vorgesehen und wurde von vielen für die Reichsbahn tätigen Unternehmen geliefert. Im Zeitraum von 1928 bis 1943 wurden 776 Exemplare gebaut, zunächst wurde die Baureihe auch im Flachland eingesetzt, nach dem Zweiten Weltkrieg beschränkte sich der Einsatz hauptsächlich auf die Mittelgebirgsstrecken.

## Geschichte

### Entwicklung und Bau

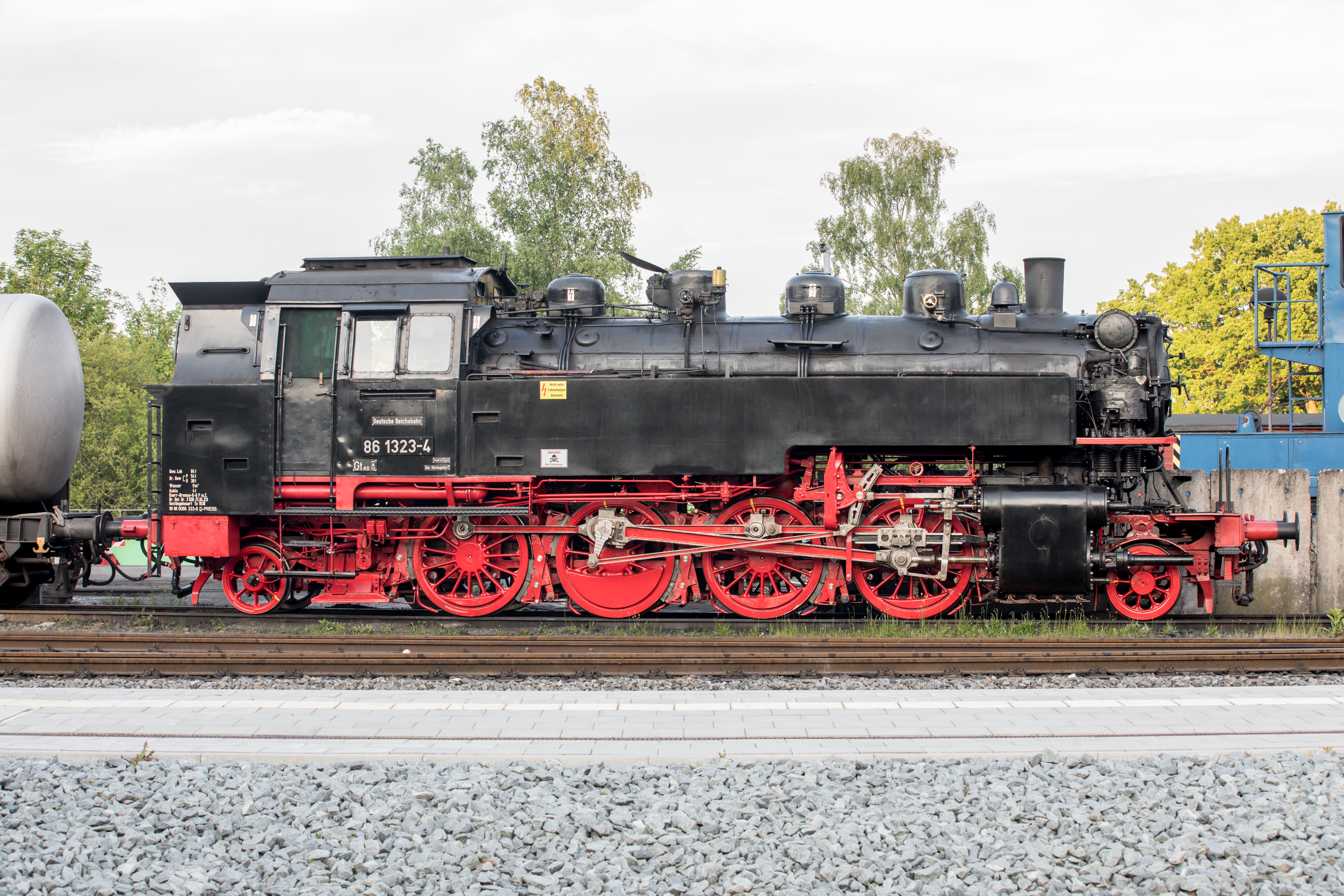
86 1323, Seitenansicht

Nach der Gründung der Deutschen Reichsbahn waren 1920 sowohl der Fahrzeugpark als auch der Streckenzustand der Nebenbahnen völlig unterschiedlich. So wurden selbst ohne Splittergattungen über 50 verschiedene Baureihen auf den Nebenbahnen eingesetzt. Zusätzlich kamen noch Lokomotiven, die nicht mehr für die Hauptbahnen ausreichten, zum Einsatz. Selbst die maximal zulässigen Achslasten waren alles andere als einheitlich, von unter 10 Tonnen bis zu 15 Tonnen. An eine Vereinheitlichung des Fahrzeugparks wurde vorerst nicht gedacht, erstmals wurde 1925 ernsthaft über neue Baureihen für Nebenbahnen diskutiert. Nach zahlreichen Entwürfen einigte man sich unter anderem auf eine 1’D1’-Tenderlokomotive mit 15 Tonnen Achslast, die auch für leichtere Züge auf den Hauptbahnen geeignet sein sollte. Zugleich mit der Baureihe 86 wurden auch die Nebenbahnlokomotiven der Baureihen 24 und 64 entwickelt.
Der Bauauftrag für die ersten Vorserienloks wurde 1926 an die Maschinenbau-Gesellschaft Karlsruhe, die 1928 die ersten Lokomotiven auslieferte, und die Linke-Hofmann-Werke vergeben. Die letzten zwei der 16 Vorserienmaschinen wurden bis 1929 in Dienst gestellt. Größte Änderung zu den späteren Serienmaschinen war der Verzicht auf die Riggenbach-Gegendruckbremse.
Im Laufe der Bauzeit gab es weitere Änderungen. Nachdem probeweise die Lokomotiven 86 293 bis 296 mit Krauss-Helmholtz-Lenkgestellen statt der Bisselgestelle ausgerüstet worden waren, erhielten ab 86 336 alle Lokomotiven diese Laufgestelle. Durch diese konstruktive Verbesserung konnte die Geschwindigkeit der Loks von 70 auf 80 km/h erhöht werden.
Zahlreiche deutsche Lokomotivfabriken stellten die Baureihe her, als einziger großer Anbieter fehlte Krauss-Maffei. Folgende Hersteller waren am Bau der Serienmaschinen beteiligt:
- BMAG
- Borsig
- Krupp
- Henschel & Sohn
- Maschinenfabrik Esslingen
- Orenstein & Koppel
- Schichau

Die jeweiligen Fabriken erhielten größere Serienaufträge, die von 1931 bis 1938 geliefert wurden. Nach dem Anschluss Österreichs erhielt die Wiener Lokfabrik Floridsdorf bei der generellen Förderung der österreichischen Wirtschaft einen Großauftrag über 77 Maschinen, insgesamt wurden dort 191 Lokomotiven gebaut. Nach Kriegsbeginn wurden nochmals Aufträge vergeben, nun lieferten auch die Deutschen Waffen- und Munitionsfabriken Posen sowie die Warschauer Lokomotivfabrik zahlreiche Lokomotiven. Im Gegensatz zu anderen bestellten und später zurückgenommenen Aufträgen bei Einheitsloks wurde die Baureihe 86 weitergebaut. Ab 1942 wurde sie schrittweise in einer vereinfachten Form als Übergangskriegslokomotive (ÜK) gebaut. Dabei waren das Entfallen der zweiten Führerstandsseitenfenster, des Rauchkammer-Zentralverschlusses sowie die als Scheibenräder ausgeführten Laufräder am auffälligsten. Buntmetalle wurden ersetzt und die Loknummer nur aufgemalt. Im Mai 1943 wurde das letzte Fahrzeug geliefert, denn die Produktion wurde endgültig zugunsten der 1’E-Schlepptenderlokomotiven (Baureihe 42 und 52) eingestellt. Dabei wurden Bestellungen widerrufen, so dass es größere Lücken in der Nummernreihe gab. Insgesamt wurden für die Deutsche Reichsbahn 744 Fahrzeuge gebaut, je eine weitere baugleiche Lok erhielten die Bentheimer Eisenbahn und die Eutin-Lübecker Eisenbahn.

### Nach dem Zweiten Weltkrieg
Im Gegensatz zu vielen anderen Baureihen wurde die Baureihe 86 nicht im Kriegseinsatz genutzt, daher unterblieb eine Zerstreuung des Lokbestands nach Kriegsende. Bis auf Einzelstücke verblieben die meisten Lokomotiven in den vier Besatzungszonen, der Tschechoslowakei, Österreich und Polen. Die Sowjetunion beschlagnahmte nach Kriegsende ebenfalls noch viele Loks der Baureihe 86. Verschollen sind während des Krieges nur die 86 009 und 86 016.

#### Einsatz bei der DB
Nach dem Kriegsende verblieben 365 Maschinen auf dem Netz der Deutschen Bundesbahn, wovon acht wegen Kriegsschäden bis 1952 ausgemustert wurden. Die bei der Niederländischen Staatsbahn vorgefundene 86 520 wurde an die DB abgegeben. 1957 kamen noch 14 Lokomotiven aus dem Saarland hinzu. Die Deutsche Bundesbahn stationierte die meisten 86er in Nürnberg für die fränkischen Nebenstrecken und den dortigen Rangierbahnhof. Auch das Bahnbetriebswerk Hof war ein bekanntes 86er-Territorium. Mit der Baureihe 86 wurden auch regelmäßig kurze Eilzüge gefahren. Ab 1965 wurden die Lokomotiven im großen Rahmen abgestellt. Die letzte Lok bei der DB wurde 1974 ausgemustert.

#### Einsatz bei der DR

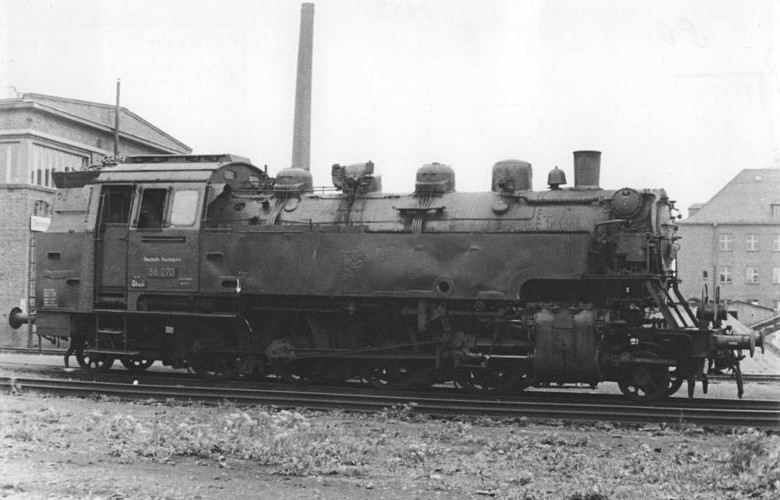
86 270 im Bw Dresden-Friedrichstadt (1952)

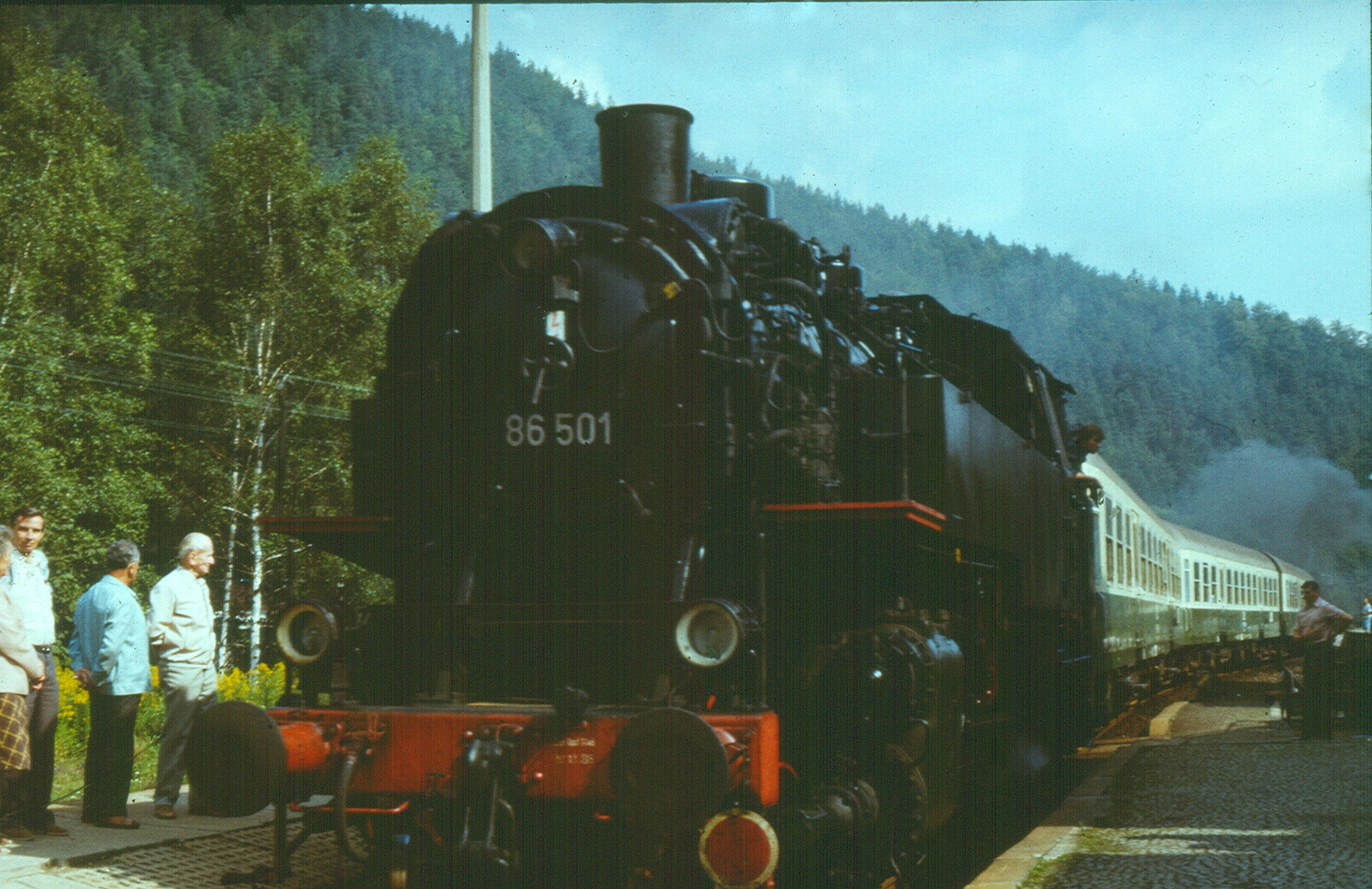
86 501 im Bahnhof Sitzendorf

Die Deutsche Reichsbahn konnte nach Abgabe von 71 Loks an die SŽD 173 Exemplare in ihren Bestand aufnehmen. Anfangs waren die meisten davon nicht betriebsfähig. So waren noch zu Jahresbeginn 1947 nur 65 Loks im Einsatz, obwohl die Deutsche Reichsbahn dringend betriebsfähige Lokomotiven benötigte. Nach Streichung aller Karteileichen und Ausmusterung nicht aufarbeitungsfähiger Maschinen waren am Ende noch 164 Loks übrig. Bei der DR waren die 86er hauptsächlich im Bw Aue (mit etwa 50 Maschinen) für die umliegenden Erzgebirgsstrecken stationiert. Einige auf der Insel Usedom im Bw Heringsdorf stationierte Exemplare der DR erhielten wegen des fast ständig wehenden Seitenwindes Windleitbleche. Die Lokomotiven wurden im Mittelgebirge auch zur Beförderung von Eil- und Schnellzügen verwendet; wie zum Beispiel als Zuglok vor dem D 764, der zwischen Zwickau und Schwarzenberg befördert wurde. In größerer Anzahl wurde die Baureihe 86 ab 1973 ausgemustert, nachdem 1970 noch 162 eine neue EDV-gerechte Nummer erhalten hatten. Zahlreiche Loks wurden nach ihrer Ausmusterung noch als Dampfspender weitergenutzt. Als letzte Zugleistung einer 86er wurde am 25. September 1976 der P 16650 auf der Stichstrecke Schlettau-Crottendorf gefahren, sechs Jahre später übernahmen 86 001, 86 056 und 86 501 abwechselnd wieder bis Mai 1988 den Zugdienst auf dieser Strecke. Seit ihrer Indienststellung 1928 stand 86 001/86 1001-6 fast täglich unter Dampf, wurde aber in ihren letzten Betriebsjahren oft nur als Heizlok genutzt. Zusammen mit 86 501 wurde die Lok zum 100-jährigen Jubiläum der Strecke Schlettau-Crottendorf im Jahr 1989 nochmals eine Woche im Plandienst eingesetzt. 86 001 erreichte mit einem Dienstalter von 60 Jahren die längste Einsatzdauer aller im Plandienst eingesetzten Einheitstenderloks. Seit 1999 ist 86 001 kalt abgestellt.

#### Einsatz bei anderen Bahnverwaltungen
Die ÖBB fanden 27 Maschinen vor, wovon sie zwei wegen schwerer Schäden ausmusterten und die 86 477 über Auftrag der russischen Besatzungsmacht im Jahre 1949 Richtung Sowjetunion abfahren mussten. 1950 kamen drei Lokomotiven (86 014, 86 241 und 86 339) durch einen Lokomotivtausch mit den MÁV nach Österreich. Von allen Lokomotiven der Baureihe 86 leisteten die österreichischen Maschinen die spektakulärsten Einsätze, unter anderem mit schweren Erzzügen als Vorspann für Lokomotiven der Reihe 52. Die im Erzverkehr eingesetzten Loks der ÖBB erhielten auch eine Saugluftbremse, da diese für alte Erzwagen noch benötigt wurde. Stationiert waren die Maschinen hauptsächlich bei den Heizhäusern Hieflau, Selzthal, Linz, Bischofshofen und St. Veit an der Glan. Von 1966 bis 1972 wurden alle Maschinen ausgemustert, die von der Österreichischen Gesellschaft für Eisenbahngeschichte gekaufte 86.476 entging der Verschrottung. Die Lok wurde bisher nicht ausgestellt.
Die ČSD hatten insgesamt 69 Lokomotiven vorgefunden, wovon sieben Exemplare aufgrund ihrer Beheimatung in Sachsen als sowjetische Beute galten und an die SŽD abgegeben wurden. Weitere Loks tauschten die ČSD mit der DR und DB aus. Schlussendlich nahmen sie 26 Loks wieder in Betrieb, die in Baureihe 455.2 umgezeichnet wurden.
Das wichtigste Einsatzgebiet der 455.2 bei den ČSD war die Werkbahn des Hüttenwerkes Ostrava, auf der bis zu elf Maschinen gleichzeitig eingesetzt wurden. Diese Lokomotiven hatten eine zweite Strahlpumpe anstelle des Vorwärmers erhalten. Ende der 1950er Jahre wurden sie durch die Baureihen 555.0 und 555.1 ersetzt. Bereits 1963 waren alle Exemplare der 455.2 aus dem Betriebsbestand ausgeschieden.
Bei den PKP wurden von 46 aufgefundenen 45 Lokomotiven als TKt3-1 bis TKt3-45 wieder in Betrieb genommen. Wie die Maschinen der ČSD hatten die polnischen TKt3 anstelle des Oberflächenvorwärmers eine zweite Strahlpumpe erhalten. Eingesetzt wurden die Loks fast ausschließlich auf Nebenbahnen und später Rangierbahnhöfen. Im Jahr 1964 verkauften die PKP vier Lokomotiven an die Bergbauindustrie. Anschließend begann die Ausmusterung, 1973 waren nur noch zwei Loks im aktiven Bestand. Am 2. Januar 1975 schied mit TKt3-15 die letzte Lok dieser Baureihe aus dem Bestand der PKP. Mit TKt3-16 (ehemals 86 240), einer der vier verkauften Exemplare, blieb eine Maschine dieser Gattung in Polen erhalten.
Zwei Maschinen gelangten direkt zu der SŽD, einschließlich aller beschlagnahmten Lokomotiven erhielten sie somit 84 Maschinen. Mindestens 59 wurden umgespurt und als Reihe TF eingesetzt. Später kamen sie jedoch zu verschiedenen Industriebahnen, bis in die 1960er-Jahre waren sie im Einsatz. Belegt ist für 86 798 ein Einsatz als Werklok nahe Jekaterinburg.

##### Bentheimer Eisenbahn BE 41

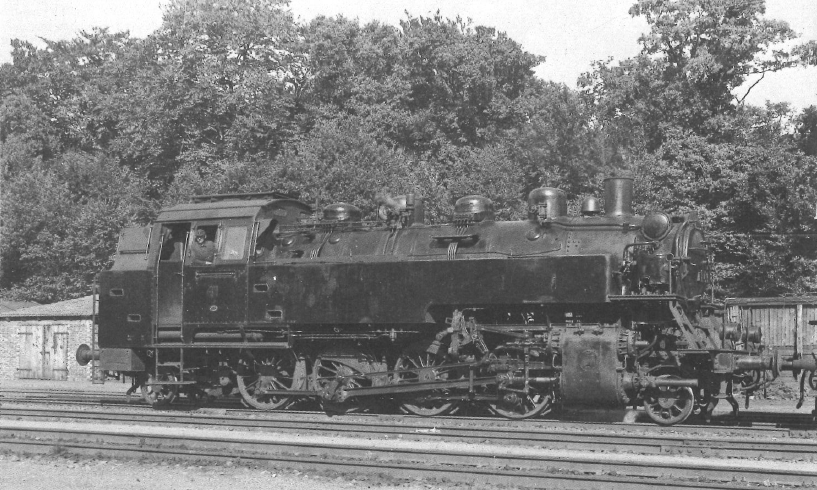
BE 41 in Bad Bentheim (1950)

Bei der Bentheimer Eisenbahn war eine Lokomotive eingesetzt, die ab 1942 schwere mit Öl beladene Güterzüge bewegte und die Bezeichnung BE 41 trug. Ursprünglich war sie für die 1941 aus militärischen Gründen verstaatlichte Prignitzer Eisenbahn vorgesehen. Die Lok besaß kriegsbedingte Vereinfachungen und bestand nur aus heimischen Werkstoffen, so waren die Achs- und Stangenlager als Dünngußlager aus 1,5 mm starkem Weißmetalleinguß gefertigt. Die Lok galt als reparaturanfällig. Im Einsatz war die Lokomotive bis 1961, als sie durch Diesellokomotiven abgelöst wurde. Im selben Jahr wurde sie ausgemustert.

##### Anschlussbahn „August Bebel“, Zwickau
In den 1980er-Jahren wurden 2 Maschinen bei der Anschlussbahn des August-Bebel-Werkes Zwickau eingesetzt. Dies waren die 86 607 (als Werklok 25) und 86 744 (als Werklok 26).

## Erhaltene Lokomotiven

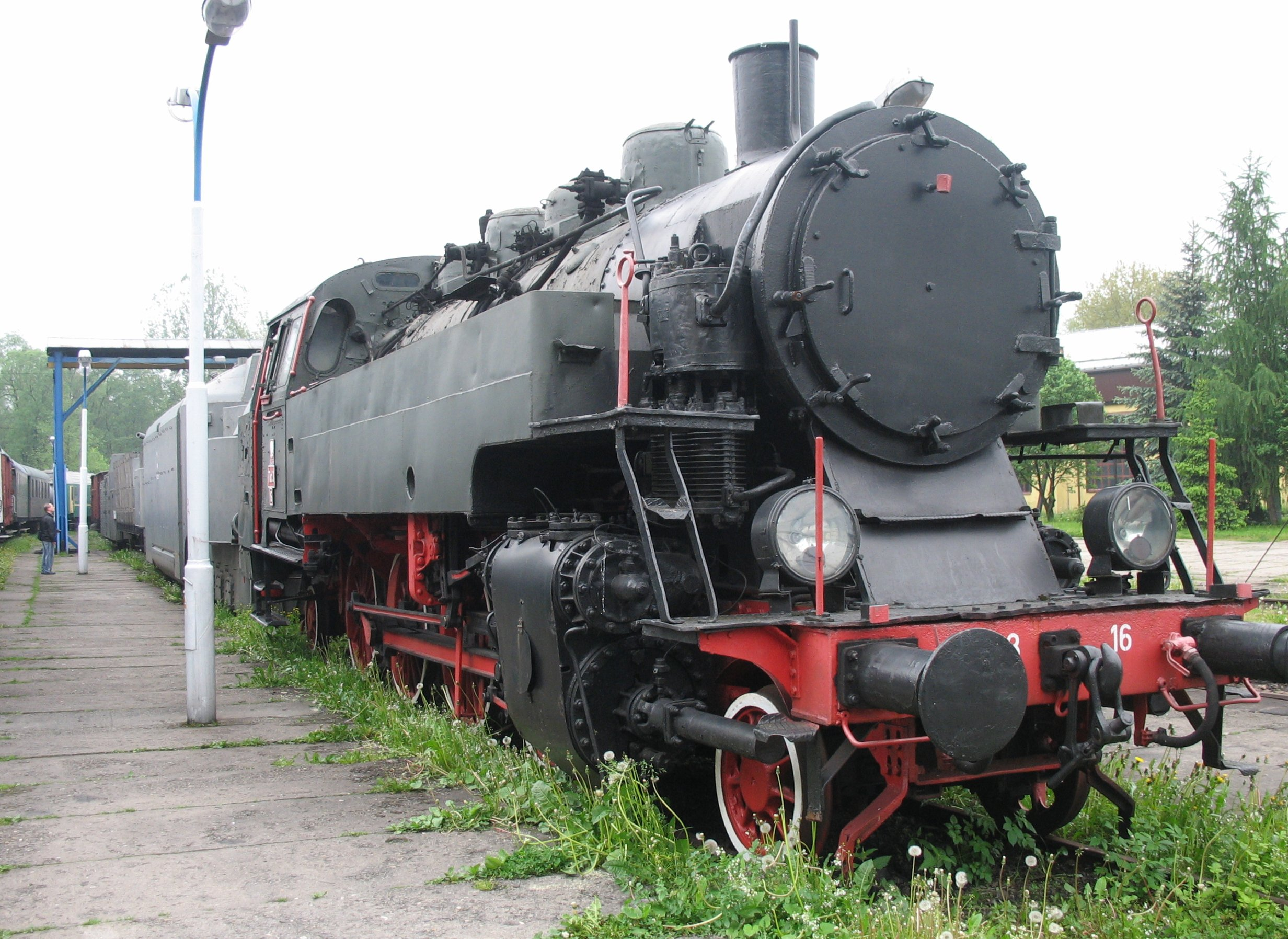
PKP TKt 3-16

- 86 001 (SEM Chemnitz) – älteste Maschine dieser Baureihe
- 86 049 (VSE Schwarzenberg)
- 86 056 (Eisenbahn-Bau- und Betriebsgesellschaft Pressnitztalbahn, Espenhain)
- 86 240 als TKt3-16 im Freilichtmuseum für Schienenfahrzeuge in Chabowka, Polen[9]
- 86 283 (DDM Neuenmarkt)
- 86 333 (Eisenbahn-Bau- und Betriebsgesellschaft Pressnitztalbahn, Espenhain) – betriebsfähig
- 86 346 (UEF) – in Aufarbeitung
- 86 348 (BEM)
- 86 457 (DB Museum, Leihgabe Heilbronn)
- 86 476 (ÖGEG, Ampflwang) – ex ÖBB
- 86 501 (ÖGEG, Ampflwang)
- 86 607 (ÜK, VMD Leihgabe nach Adorf)
- 86 744 (ÜK, Eigentümer Eisenbahn-Bau- und Betriebsgesellschaft Pressnitztalbahn, Espenhain) – betriebsfähig (Instandsetzung / HU abgeschlossen im September 2019 / DLW Meiningen)

Insgesamt sind 13 Lokomotiven dieser Baureihe erhalten, wovon sich zehn in Deutschland befinden.